# كنيسة الأب ألكسندر بولا ريجيا
 كنيسة الأب ألكسندر بولاريجيا  هو معلم أثري تونسي مصنف من قبل المعهد الوطني للتراث يقع في  ولاية جندوبة في الجنوب الغربي التونسي، تحديدا في مدينة بولاريجيا تم تصنيف المعلم في يوم 3 مايو 1920.